# 호소노촌 (군마현)
호소노촌(일본어: 細野村)은 일본 군마현 우스이군에 설치되었던 촌이다.